# Gus Wagner
Gus Wagner (16. června 1872 Marrietta, Ohio – 10. června 1941 Chase County, Kansas) byl americký námořník, cirkusový performer a tatér, průkopník tradičního tetování ve Spojených státech. Ve své době byl považován za jednoho z nejpotetovanějších mužů světa a zároveň ho lze považovat za jednoho z nejvytíženějších tehdejších tetovacích umělců. Jeho manželka Maud Wagnerová je považována za první ženskou tatérku v USA.

## Život

### Mládí
Narodil se ve městě Marrietta v Ohiu Jacobu a Charlotte M. Wagnerovým. Ve dvanácti letech prý viděl poprvé potetovaného performera Captaina Constentenuse, který účinkoval v cirkuse P. T. Barnuma. V roce 1897 se nalodil na nákladní loď Bellona v přístavu Newport News ve Virginii, poté se čtyři roky živil jako námořník při plavbách po světových oceánech. Během svých cest zavítal mimo jiné i do přístavů Vera Cruz, Londýn, Kapské Město, Sydney, Auckland, Honolulu, New York či San Francisco. Na indonéských ostrovech Jáva a Borneo se od domorodých kmenů naučil tradiční metodu tetování, pro kterou se velmi nadchl, sám se naučil tetovat a odvezl si odsud svá první tetování.

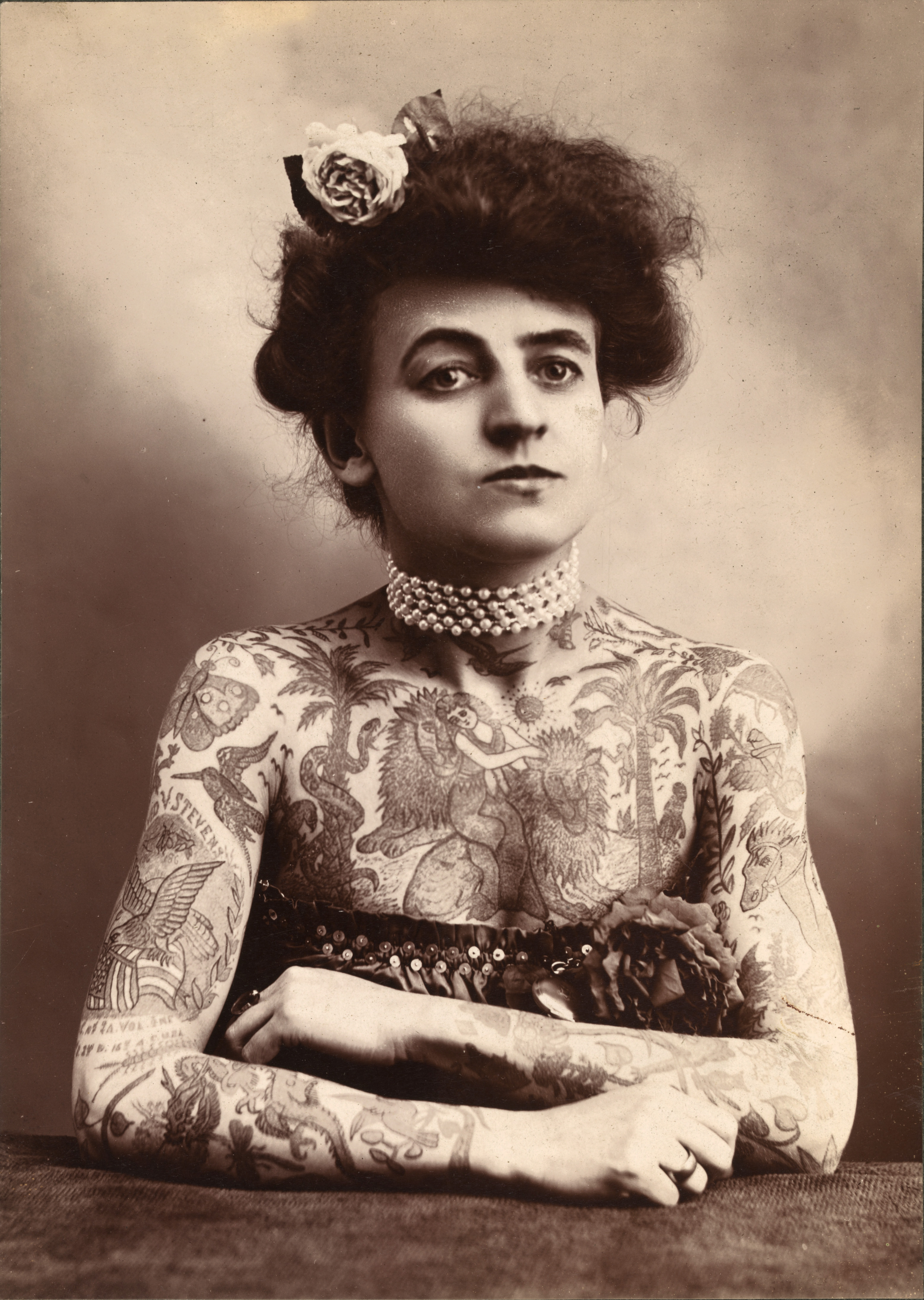
Maud Wagner (okolo roku 1907)

### Cirkusová kariéra
Po návratu do Ameriky započal svou čtyřicetiletou kariéru cirkusového artisty, během které vystupoval především jako potetovaný muž a tatér. Sám sebe nazýval nejpotetovanějším mužem světa, s 264 tetováními v roce 1901 a více než 800 v roce 1908. Ve svém tetování odrážel rád vlastní život, několik si jich vytvořil zcela sám. Své tělo pokryl motivy mj. divoké zvěře, ptáků, motýlů, života na moři, americkým vlastenectvím, života v cirkuse, či symboly, kterými se na cestách nechal inspirovat. V rámci vystupování během výstavy Louisiana Purchase Exhibition v roce 1904 v St. Louis se seznámil se svou budoucí ženou, akrobatkou Maud Stevensovou. Podle jejich pozdějších vzpomínek údajně Maud souhlasila se schůzkou pouze pod podmínkou, že jí Gus naučí tetovat, což posléze splnil. Maud byla díky sňatku s ním považována za první tatérku na světě a jejich společná představení se stala velice populárními. Jejich vystoupení bylo od ostatních odlišné užíváním původní ruční techniky (slangově nazývané hokey pokey), bez nově vynalezeného tetovacího strojku, který patentoval Samuel O'Reill, inspirován Edisonovým elektrickým perem.
Poté, co Gus s Maud odešli z cirkusu, se vydali na společné cesty napříč Amerikou, na kterých vystupovali a tetovali v zábavních parcích a na poutích. Gus v pozdějších letech vyzkoušel nejrůznější povolání, jako například vyřezávání dřevěných totemů, obchodování s drahokamy, taxidermií nebo vystavování vzácných zvířat, plazů a ptáků. V pozdějších letech vydal vlastní deníkovou knihu s názvem Souvenirs of the Travels and Experiences of the Original Gus Wagner, Globe Trotter & Tattoo Artist, kterou naplnil pohledy, náčrty, fotkami, výstřižky z novin a dalšími suvenýry z jeho cest.
| „                                     | Na tetování je něco, co nedokážu vysvětlit… a proč si to tolik lidí nechalo udělat, nevím. Možná je to marné, ale připadá mi to fascinující a velmi užitečné při cestování. Každý symbol a každý design složený ze symbolů má svůj význam. Tyto na mém těle jsou například vzpomínkovy obsahující události mého života a cest. Pak také v každé zemi, kde se tetuje, potřebuje potetovaný člověk, který je schopen tetovat, poznat domorodce, ať už jsou civilizovaní nebo necivilizovaní, nebo dokonce barbarští a kanibalští. | “ |
| — ze vzpomínek Guse Wagnera (překlad) | |   |

### Úmrtí
Gus Wagner zemřel 10. června 1941 v okrese Chase County v Kansasu. Příčinou úmrtí byly zdravotní komplikace po zásahu bleskem, který prodělal rok předtím. Zemřel o dvacet let dříve než jeho manželka. Pohřben byl na Homestead Cemetery v Kansasu.

### Rodinný život
Gus Wagner byl ženatý s Maud Wagnerovou, rozenou Stevensovou. Z manželství se narodila dcera Lovetta (1910–1993). Od svých rodinů se údajně naučila tetovat již v devíti letech. V dospělosti se živila tetováním, sama ale žádné neměla, chtěla být totiž tetována pouze rukou otce, k čemuž nikdy nedošlo. Po jeho smrti se Maud přistěhovala k Lovettě do Lawtonu, kde zemřela ve svých 83 letech. Je pochována v Homestead Cemetery v Chase County v Kansasu.

## Galerie

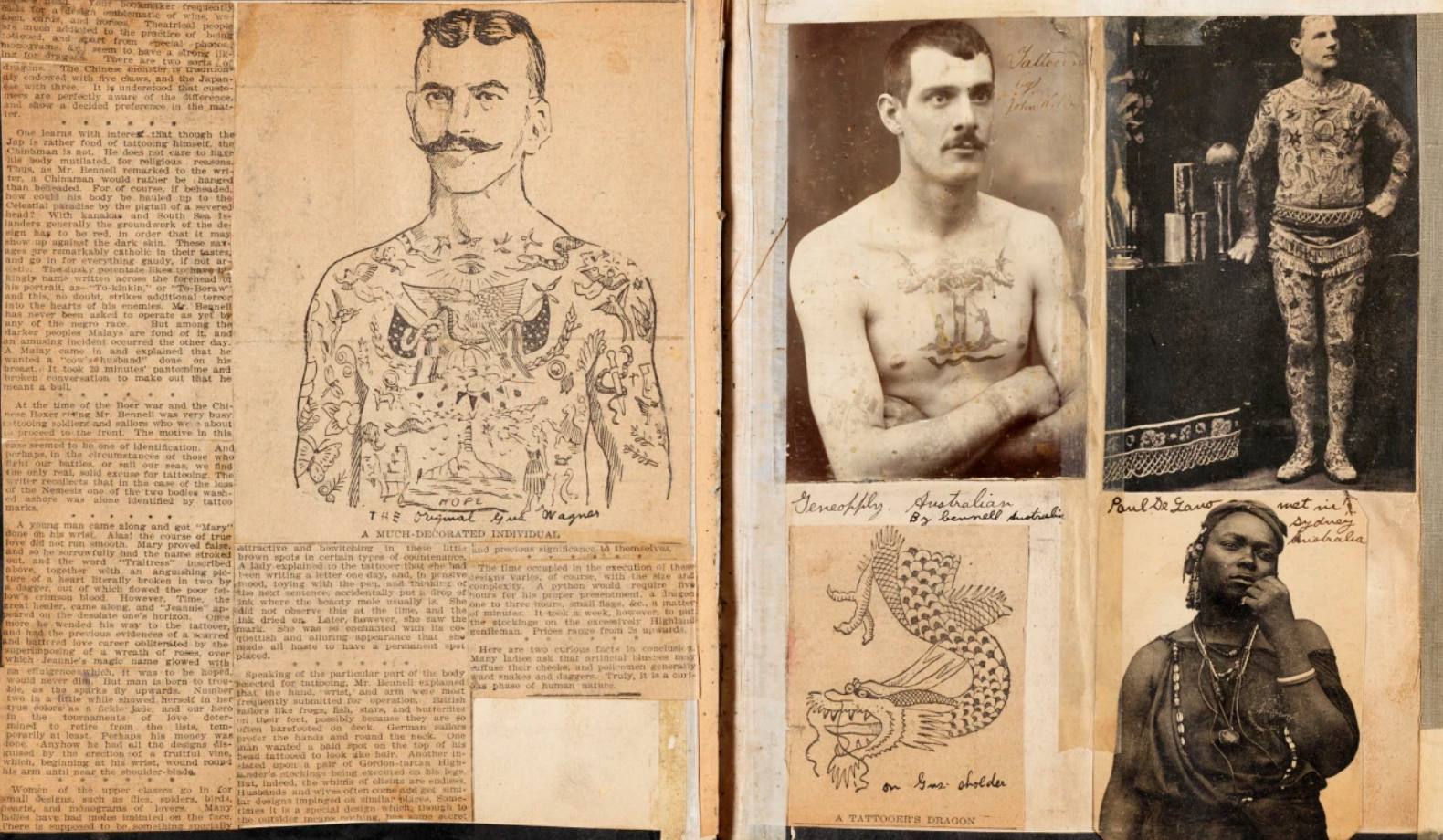
Deník Guse Wagnera
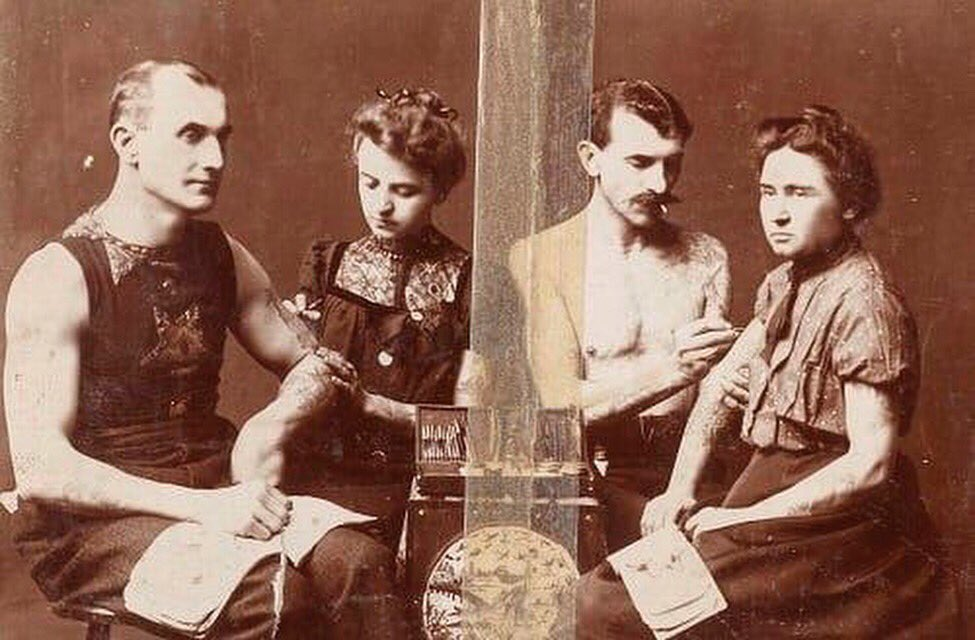
Maud a Gus Wagnerovi při práci
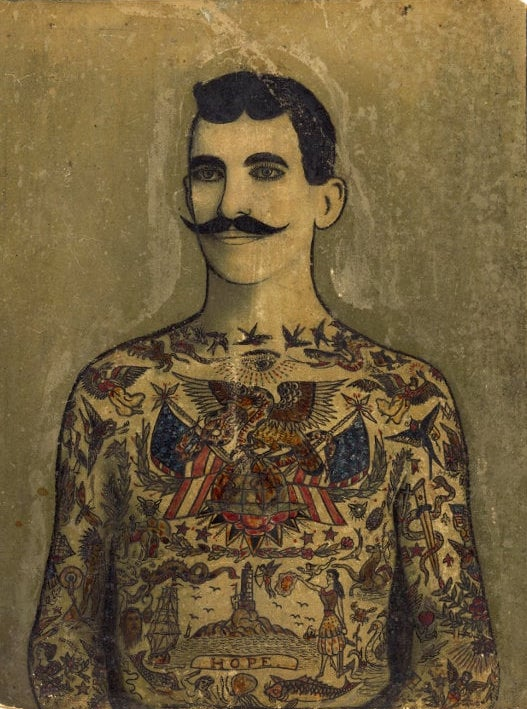
Skica Guse Wagnera